# Ḡ
Ḡ, ḡ (G с макроном) — буква расширенной латиницы, используемая в языках какабай, кокота, мвотлап и уаре.

## Использование
В алфавите языка какабай является 9-й буквой и обозначает звук [ɣ]. В алфавите языка уаре является 7-й буквой и также обозначает звук [ɣ]. Может использоваться для обозначения того же звука в языке моту, но обычно используется просто G g.
В языке кокота обозначает звук [ɡ], а в языке мвотлап — [ᵑɡ].
Использовалась в стандартном алфавите Лепсиуса для обозначения [ɠ].
Использовалась в романизации ISO/R 233 (1961) арабского письма для передачи буквы гайн; в ныне действующем стандарте ISO 233 (1984) заменена на Ġ. Используется в романизации ISO 9984 грузинского письма для передачи буквы гхани (ღ), а также в романизации ALA-LC еврейско-арабских диалектов для передачи גׄ или ג׳.